# Philippine American Football League 2018
La Philippine American Football League 2018 è stata la 9ª edizione del campionato filippino di football americano di primo livello, organizzato per la terza volta dalla PTFL.

## Squadre partecipanti
| Club                 | Città    | Stadio | Sponsor ufficiale | Risultato nella stagione 2017 |
| -------------------- | -------- | ------ | ----------------- | ----------------------------- |
| Makati Rebels        | Makati   |        |                   |                               |
| Manila Cavemen       | Manila   |        |                   |                               |
| Manila Datu          | Manila   |        |                   |                               |
| Manila Wolves        | Manila   |        |                   |                               |
| Olongapo Warriors    | Olongapo |        |                   |                               |
| San Juan Juggernauts | San Juan |        |                   |                               |

## Stagione regolare

### Calendario

#### 1ª giornata
| 1º settembre 2018 | Olongapo Warriors | 0 – 20 | Manila Datu |  |

| 1º settembre 2018 | Manila Wolves | 84 – 0 | Makati Rebels |  |

#### 2ª giornata
| 8 settembre 2018 | Manila Cavemen | 56 – 6 | San Juan Juggernauts |  |

| 8 settembre 2018 | Manila Wolves | 82 – 12 | Manila Datu |  |

#### 3ª giornata
| 22 settembre 2018 | Manila Cavemen | 50 – 13 | Olongapo Warriors |  |

| 22 settembre 2018 | Manila Wolves | 84 – 10 | San Juan Juggernauts |  |

#### 4ª giornata
| 29 settembre 2018 | Olongapo Warriors | 15 – 12 | San Juan Juggernauts |  |

| 29 settembre 2018 | Manila Cavemen | 72 – 0 | Makati Rebels |  |

#### 5ª giornata
| 13 ottobre 2018 | Manila Wolves | 91 – 6 | Olongapo Warriors |  |

| 13 ottobre 2018 | San Juan Juggernauts | 14 – 10 | Makati Rebels |  |

| 13 ottobre 2018 | Manila Cavemen | 21 – 0 | Manila Datu |  |

#### 6ª giornata
| 27 ottobre 2018 | Olongapo Warriors | 14 – 8 | Makati Rebels |  |

| 27 ottobre 2018 | Manila Datu | 20 – 0 | San Juan Juggernauts |  |

#### 7ª giornata
| 3 novembre 2018 | Manila Datu | 24 – 0 | Makati Rebels |  |

| 3 novembre 2018 | Manila Wolves | 31 – 14 | Manila Cavemen |  |

### Classifica
La classifica della regular season è la seguente:
- PCT = percentuale di vittorie, G = partite giocate, V = partite vinte,  P = partite perse, PF = punti fatti, PS = punti subiti

| Pos. | Squadra              | PCT   | G | V | N | P | PF  | PS  |
| ---- | -------------------- | ----- | - | - | - | - | --- | --- |
| 1    | Manila Wolves        | 1.000 | 5 | 5 | 0 | 0 | 372 | 42  |
| 2    | Manila Cavemen       | .800  | 5 | 4 | 0 | 1 | 213 | 50  |
| 3    | Manila Datu          | .600  | 5 | 3 | 0 | 2 | 76  | 103 |
| 4    | Olongapo Warriors    | .400  | 5 | 2 | 0 | 3 | 48  | 181 |
| 5    | San Juan Juggernauts | .200  | 5 | 1 | 0 | 4 | 42  | 185 |
| 6    | Makati Rebels        | .000  | 5 | 0 | 0 | 5 | 18  | 208 |

## Playoff

### Tabellone
|  | Semifinali | Semifinali        | Semifinali |                |    | III Finale    | III Finale | III Finale |  |
|  |            |                   |            |                |    |               |            |            |  |
|  | 1          | Manila Wolves     | 63         |                |    |               |            |            |  |
|  | 1          | Manila Wolves     | 63         |                |    |               |            |            |  |
|  | 4          | Olongapo Warriors | 6          |                |    |               |            |            |  |
|  | 4          | Olongapo Warriors | 6          |                | 1  | Manila Wolves | 37         |            |  |
|  |            |                   |            |                | 1  | Manila Wolves | 37         |            |  |
|  |            |                   | 2          | Manila Cavemen | 20 |               |            |            |  |
|  | 2          | Manila Cavemen    | 2          | Manila Cavemen | 20 | 28            |            |            |  |
|  | 2          | Manila Cavemen    |            |                |    |               |            |            |  |
|  | 3          | Manila Datu       | 12         |                |    |               |            |            |  |

### Semifinali
| 17 novembre 2018 | Manila Wolves | 63 – 6 | Olongapo Warriors |  |

| 17 novembre 2018 | Manila Cavemen | 28 – 12 | Manila Datu |  |

### Finale III
| 1º dicembre 2018 | Manila Wolves | 37 – 20 | Manila Cavemen |  |

## Verdetti
- Manila Wolves Campioni delle Filippine 2018